# フィーバーリノ
『フィーバーリノ』は、1995年2月にSANKYOが発売した、カジノをモチーフとしたパチンコ機のシリーズ名。
『フィーバーリノ』と『CRフィーバーリノSP』の2機種がある。

## 概要
液晶型のデジパチ。現金機とCR機の2つのタイプが発売された。デジタルはトランプカード（13通り）になっていて、それぞれのカードの3つ揃いで大当たりとなる。
CR機は、A•3•5•7図柄いずれかが揃った場合は確変に突入する。確変中は始動チャッカーである電チューが、通常時の1/11から10/11に確率アップして開きやすくなり、持ち玉が減らないようになっている。
CR機の大当たり周期は、設定2か3の場合は確変となる図柄の周期が固まって存在していることもあり、その範囲を集中的に狙う打ち方も存在した。

## スペック
- フィーバーリノ
  - 賞球数 7&15
  - 大当たり最高継続 16R
  - 大当たり確率 1/205
- CRフィーバーリノSP
  - 賞球数 6&15
  - 大当たり最高継続 16R
  - 大当たり確率 
    - 設定1 1/270
    - 設定2 1/290
    - 設定3 1/306

  - 確変中大当たり確率
    - 設定1 1/54
    - 設定2 1/58
    - 設定3 1/51

  - 確変期間 以後2回の大当たりまで

## 図柄
- A
- 2
- 3
- 4
- 5
- 6
- 7
- 8
- 9
- 10
- J
- Q
- K

## 演出
リーチ演出は、ノーマルリーチ以外に2種類のスーパーリーチがある。3つのデジタルが、揃って回転する「ラッキーチャンスリーチ」と、中デジタルがSPECIALと書かれたカードで止まった時に突入する「スペシャルタイムリーチ」がある。スペシャルタイムリーチはいったん停止後、普通にスクロールしてくるパターンと、横に回転してめくれるパターンに発展する。特に後者の場合はカードがめくれるたびに、様々なポーズが表示される。